# Sluring (cementvatten)
Sluring, även slurry, är en benämning på cementvatten.
Vatten och cement blandas till en vällingkonsistens, utan grus eller annat bärande material.
Sluring kan användas för att slura tankar, det vill säga invändig rostskyddsbehandling av ståltankar som till exempel bunkertankar för vatten på större båtar. Det används också till att binda ihop material till exempel lecakulor, makadam eller singel, som bland annat används till olika typer av golvgjutningar. Lecablock gjuts av lecakulor och sluring till fyrkantiga stenar. Även värmeisolerande betong tillverkas av speciella cellplastkulor och sluring.
Sluring kan också användas som ankarmassa.